# فريدي فارغاس (لاعب كرة قدم بوليفي)
فريدي فارغاس هو لاعب كرة قدم بوليفي، ولد في 13 يناير 1951.